# Arturo García Sancho
Arturo García Sancho (Bilbao, 16 luglio 1990) è un attore spagnolo.

## Biografia
Nato nel 1990 a Bilbao, in provincia di Biscaglia, nella comunità dei Paesi Baschi (Spagna), Arturo García Sancho all'età di diciannove anni si è trasferito a Madrid per studiare recitazione. Inizialmente noto solo come Arturo Sancho, dal 2023 ha deciso di utilizzare il suo nome completo di nascita in seguito al caso Daniel Sancho.
Ha studiato interpretazione presso lo studio Juan Carlos Corazza, e allo stesso tempo ha seguito seminari e workshop. In seguito si è formato nei corsi di canto per il teatro musicale con Marta Valverde, poi ha seguito un seminario dal titolo Constelaciones Familiares con lezioni impartite da Joan Garriga e un altro dal titolo Orden y Caos sull'espressione e la tecnica dell'attore presso la scuola di recitazione Juan Carlos Corazza, dove dopo quattro anni ha completato la sua formazione.
Ha iniziato a recitare in diversi spettacoli teatrali come Bodas de sangre, La raíz del grito, El porvenir en un beso, Efectos, Amores chejov e Las mujeres sabias (musical). Nel 2010, per una durata di tre settimane, ha partecipato come concorrente alla dodicesima edizione del reality show in onda su Telecinco Gran Hermano, dove è rimasto fino alla sua espulsione.
Nel 2019 ha recitato nel cortometraggio Encadenado diretto da Patricia García e Santiago Varela, mentre nel 2020 ha recitato nel cortometraggio Rodio. Ha anche preso parte a diversi videoclip come La vida no es la la la di Café Quijano, El precio de tu amor di Son Cruz, Te vine a ver di Los Kjarkas e Dueño de todo di Ukarmarka.
Nel 2022 ha interpretato il ruolo del giovane Bernat Estanyol nella serie di Netflix Gli eredi della terra (Los herederos de la tierra). Nello stesso anno è stato incluso nel cast della serie di Atresplayer Premium La ruta. Nel 2023 è stato scelto da TVE per interpretare il ruolo del protagonista Manuel de Luján y Ezquerdo nella soap opera in onda su La 1 La promessa (La promesa), insieme agli attori Ana Garcés, Eva Martín e Manuel Regueiro.

## Filmografia

### Televisione
- Gli eredi della terra (Los herederos de la tierra) – serie TV (Netflix, 2022)
- La ruta – serie TV (Atresplayer Premium, 2022)
- La promessa (La promesa) – soap opera (La 1, dal 2023)

### Cortometraggi
- Encadenado, regia di Patricia García e Santiago Varela (2019)
- Rodio (2020)

### Videoclip
- La vida no es la la la di Café Quijano
- El precio de tu amor di Son Cruz
- Te vine a ver di Los Kjarkas
- Dueño de todo di Ukarmarka

## Teatro
- Bodas de sangre di Federico García Lorca, diretto da Ignacio Ysasi
- La raíz del grito, diretto da Juan Carlos Corazza
- El porvenir en un beso, diretto da Oscar Velado
- Efectos, diretto da Rosa Morales Kucharski
- Amores chejov, diretto da Paula Soldevila
- Las mujeres sabias (musical) di Molière, diretto da Andrés Alemán

## Programmi televisivi
- Gran Hermano 12 (Telecinco, 2010) - concorrente

## Doppiatori italiani
Nelle versioni in italiano dei suoi film e delle sue serie TV, Arturo García Sancho è stato doppiato da:
- Davide Albano[25] ne La promessa[26]